# Anton Wilhelm von L'Estocq

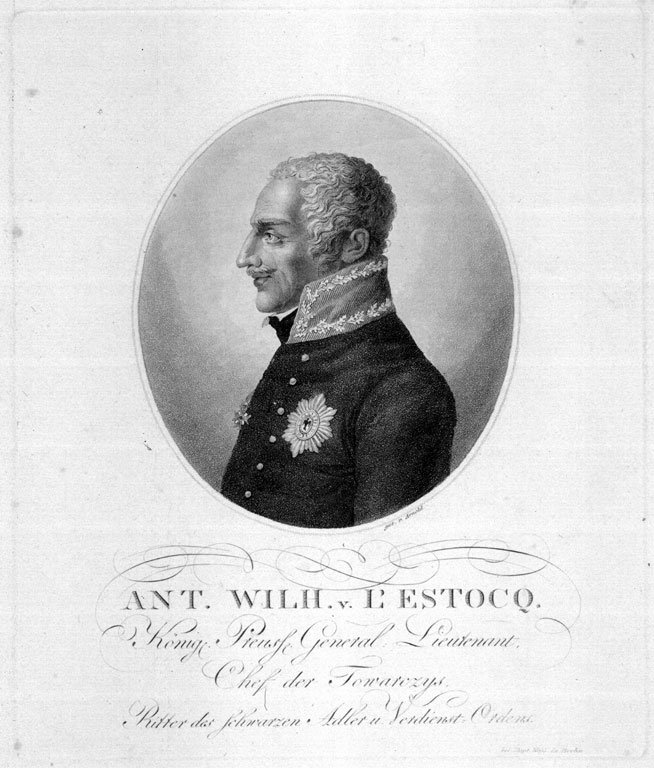
Anton Wilhelm von L'Estocq

Anton Wilhelm von L'Estocq (Celle, 16 augustus 1738 – Berlijn, 5 januari 1815) was een Pruisisch cavaleriegeneraal die vocht in de Slag bij Eylau.

## Afkomst
Zijn vader was Pruisisch luitenant-kolonel, die afstamde van gevluchte hugenoten uit Picardië en de Champagne.
In 1757 werd te Berlijn hij aspirant-officier bij de kurassiers van de gendarmerie.

## Zevenjarige oorlog
In de Zevenjarige Oorlog (1756-1763) vocht hij in de Slag bij Zorndorff, de Slag bij Kunersdorf, de Slag bij Torgau en de Slag bij Langensalza, waar hij de medaille Pour le Mérite kreeg.

## Huzaar
In 1768 werd hij eerste luitenant in het regiment huzaren van generaal Hans Joachim von Zieten. Hij werd bevorderd tot kapitein, majoor in 1783, luitenant-kolonel in 1790 en kolonel in 1793. In 1790 benoemde koning Frederik Willem II van Pruisen hem tot bevelhebber van een bataljon huzaren van het 2e regiment von Eben.

## Gezin
L’Estocq trouwde in 1775 te Wredenhagen met Hedwig Gottliebe Maria von Brandt, ze stierf op 14 september 1776 na de geboorte van hun dochter Albertine. Hij hertrouwde op 16 juni 1780 te Moellenbeck met Franziska Friederike von Koppelow, eerste hofdame van de prinses van Wilhelm I van Duitsland. Ze kregen vijf kinderen: Friedrich Jochem op 1 april 1781 die ook officier bij de huzaren werd, Emilie op 17 april 1782, Hans Wilhelm op 13 december 1784 die Rittmeister werd, Ludwig Emil Karl Georg op 8 maart 1788 die kolonel werd en Luise op 7 november 1788.

## Eerste coalitieoorlog
In de Eerste Coalitieoorlog vocht hij in de Slag bij Kaiserslautern, de Slag bij Morsbrunn en de Slag bij Trippstadt.

## Vrede van Basel
In 1794 kreeg hij het bevel over het Altpreußisches Husarenregiment “von Göcking” Nr. 2 en daarmee bewaakte hij na de Vrede van Bazel (1795) in Westfalen de grens met Frankrijk.
In 1797 kreeg hij het bevel over het Altpreußisches Husarenregiment “von Czettritz” Nr. 1, waarmee hij in het graafschap Mark rovers bestreed en in augustus 1802 het Prinsbisdom Paderborn bezette.
In 1798 werd hij bevorderd tot generaal-majoor. In 1803 werd hij naar Nieuw-Oost-Pruisen gestuurd als bevelhebber over het Altpreußisches Husarenregiment “von Günther” Nr. 9. In 1805 werd hij luitenant-generaal.

## Eylau
In de Vierde Coalitieoorlog voerde L'Estocq met zijn stafchef Gerhard von Scharnhorst het bevel over 15.000 man in december 1806 te Toruń en in januari 1807 te Kisielice. Van 2 tot 8 februari waren er schermutselingen met de Fransen van maarschalk Michel Ney. L'Estocq liet de helft van zijn mannen achter om het hoofd te bieden aan Ney en zette met acht bataljons infanterie, 24 eskadrons ruiters en twee door paarden getrokken batterijen artillerie een geforceerde mars in door de besneeuwde wouden van Oost-Pruisen om de Russische generaal Levin August von Bennigsen ter hulp te komen, die in de slag bij Eylau belaagd werd door de Fransen van maarschalk Louis Nicolas Davout.
Bij hun aankomst te Preußisch Eylau verzocht Bennigsen de Pruisen om hun troepen te verdelen om zijn verzwakte soldaten te versterken, maar Scharnhorst raadde een aanval met de cavalerie aan voor de Russische stelling. De onverwachte aanval joeg de al verzwakte Fransen terug. Na de slag trok L'Estocq zich terug naar Debrzno.
L'Estocq kreeg de Orde van de Zwarte Adelaar (Pruisen) en Scharnhorst kreeg de Pour le Mérite.

## Friedland
Na het verdrag van Tilsit zetelde L'Estocq in de koninklijke onderzoekscommissie naar de oorzaken van de Pruisische nederlaag in de slag bij Friedland.

## Gouverneur
Op 12 november 1808, werd hij gouverneur van Berlijn en in 1814 van Breslau.
Op 13 augustus 1814 ging hij op rust met een pensioen van 6000 daalders.
Hij ligt begraven op het kerkhof van de garnizoenskerk te Berlijn.
Hij was vrijmetselaar.